# Lipsothrix ecucullata
Lipsothrix ecucullata är en tvåvingeart som beskrevs av Edwards 1938. Lipsothrix ecucullata ingår i släktet Lipsothrix, och familjen småharkrankar. Arten är reproducerande i Sverige. Inga underarter finns listade i Catalogue of Life.